# Панемунский район
Панемунский район (лит. Panemunės rajonas) — административно-территориальная единица в составе Литовской ССР, существовавшая в 1950—1955 годах. Центром района первоначально был город Каунас, с 25 мая 1952 года — село Гарлява.
Панемунский район был образован в составе Каунасской области Литовской ССР 20 июня 1950 года. В его состав вошли 41 сельсовет Каунасского уезда, а также 4 сельсовета и пгт Качергине Пренайского уезда.
28 мая 1953 года в связи с ликвидацией Каунасской области Панемунский район перешёл в прямое подчинение Литовской ССР.
1 июля 1955 года Панемунский район был упразднён, а его территория разделена между Каунасским (пгт Качергине, и 16 сельсоветов) и Шакяйским (1 сельсовет) районами.